# Henry Edward Armstrong
Henry Edward Armstrong (Lewisham, 1848 – 1937) è stato un chimico inglese.
Allievo di Adolph Wilhelm Hermann Kolbe, nel 1887 propose una struttura alternativa della molecola di benzene. Nel 1911 ricevette dalla Royal Society la medaglia Davy.